# ادوارد پروگووچکی
ادوارد پروگووچکی (رومانیایی: Eduard Prugovečki؛ زاده ۱۹ مارس ۱۹۳۷ درگذشته ۱۳ اکتبر ۲۰۰۳) یک ریاضی‌دان، و فیزیک‌دان اهل کانادا بود.